# Matter (Standard)

Logo des Matter-Standards

Matter (ehemals Project Connected Home over IP, CHIP) ist ein lizenzfreier und quelloffener Verbindungsstandard für die Hausautomatisierung der Connectivity Standards Alliance. Als Standard zielt Matter darauf ab, die Fragmentierung zwischen verschiedenen Anbietern zu reduzieren und Interoperabilität zwischen Smart-Home-Geräten und Internet-of-Things-Ökosystemen verschiedener Anbieter innerhalb eines lokalen Netzwerks zu erreichen.
Obwohl das Matter-Code-Repository unter der Apache-Lizenz Open Source ist, wird die Matter-Spezifikation von der Connectivity Standards Alliance, kurz CSA lizenziert.

## Geschichte
Die Projektgruppe für die Entwicklung des Standards wurde von Amazon, Apple, Google, Comcast und der Connectivity Standards Alliance (ehemals ZigBee Alliance) ins Leben gerufen und eingeführt. Zu den Mitgliedern gehören u. a. IKEA, Huawei und Schneider Electric.
2019 kündigten die Projektpartner unter der Leitung von ZigBee, Google, Amazon und Apple eine breit angelegte Zusammenarbeit an, um einen lizenzfreien Standard und eine Open-Source-Codebasis zu schaffen, die Interoperabilität bei der Heimkonnektivität zu fördern und dabei sowohl Thread als auch Wi-Fi und Bluetooth Low Energy zu nutzen. Matter-kompatible Produkte und Software-Updates für bestehende Produkte sollten zunächst im Jahr 2021 veröffentlicht werden, was aber dann auf 2022 verschoben wurde.
Die CSA veröffentlichte die Matter-Version 1.0 am 4. Oktober 2022. Bei einem Auftaktevent am 4. November 2022 wurden der Standard und erste kompatible Produkte vorgestellt.

## Technik
Matter ähnelt in vielen Aspekten HomeKit, das vollständig in Matter integriert wurde. Im OSI-Modell ist Matter den „Application Layern“, Session-, Presentation-, Application-Layer zuzuordnen. Das bedeutet, dass die Kommunikation über Matter mittels Wi-Fi, Ethernet, Bluetooth LE, IEEE 802.15.4 und Thread erfolgen kann, wobei IPv6 mit Protokollen wie TCP und UDP genutzt wird. Matter ermöglicht die Verbindung zu anderen Smart Home Technologien wie ZigBee, Bluetooth Mesh und Z-Wave über Bridging.
Matter ist in viele gängige Smart Home Systeme integriert, darunter Apple Home, Google Home und Samsung SmartThings, wodurch Herstelleranwendungen bei Matter-Produkten nicht mehr zwingend erforderlich sind. Die grundlegende Steuerung erfolgt lokal, Cloud-Anbindungen mit erweiterten Funktionen sind aber möglich, etwa über HomePods oder Nest-Produkte.

## Versionen
Aktualisierungen des Verbindungsstandards sind alle zwei Jahre geplant.
- Die Version 1.0 der Spezifikation wurde am 4. Oktober 2022 veröffentlicht, mit der Unterstützung für Leuchtmittel und deren Zubehör (z. B. Netzstecker, elektrische Lampen und Schalter), Türschlösser, Thermostate und Steuerungen für Heizung, Lüftung und Klimaanlagen, Jalousien und Rollläden, Sicherheitssensoren (z. B. Tür-, Fenster- und Bewegungssensoren) sowie Streaming-Videoplayer eingeführt wurde.[14]

- Die Version 1.1 der Spezifikation wurde am 18. Mai 2023 veröffentlicht. Obwohl es sich um eine neue Version handelte, enthielt sie keine neuen Kategorien, sondern lediglich Fehlerkorrekturen und Verbesserungen des bestehenden SDK, der API und der Geräte.[15]
- Die Version 1.2 der Spezifikation wurde am 23. Oktober 2023 veröffentlicht. Mit dieser Version kamen neun neue Gerätetypen hinzu (Kühlschränke, tragbare Klimaanlagen, Geschirrspüler, Waschmaschinen, Roboterstaubsauger, Rauch- und Kohlenmonoxidalarme, Luftqualitätssensoren, Luftreiniger und Ventilatoren). Darüber hinaus bietet sie Überarbeitungen und Ergänzungen zu bestehenden Kategorien, Verbesserungen der Spezifikation und des SDK sowie Zertifizierungs- und Testtools.[16]

- Die Version 1.3 der Spezifikation wurde am 8. Mai 2024 veröffentlicht. Mit dieser Version kamen neue Gerätetypen hinzu (Mikrowellengeräte, Kochfelder, Dunstabzugshauben und Wäschetrockner). Außerdem wurde die Steuerung und Messung von Wasser, Energie und Ladevorgängen eingeführt.[17]

- Version 1.4 erschien am 7. November 2024. Mit dieser lassen sich WLAN-Router einbinden, Thread-Netze vermaschen sowie smarte Energie- und Wärmegeräte wie Wärmepumpen und Batteriespeicher steuern.[18]

Für künftige Versionen arbeitet die Arbeitsgruppe an der Unterstützung von Bewegungs- und Anwesenheitssensoren, Umweltsensoren und -kontrollen, Schließsensoren, Energiemanagement, Wi-Fi-Zugangspunkten, Kameras und Großgeräten.

## Grenzen
Matter deckt nur die Vernetzung des Smart Home ab. Automation, Fernzugriff via Internet oder Sprachsteuerung sind nicht per se möglich, sondern nur über Drittanbieter wie Apple oder Google Home.
Softwareseitig benötigt Matter die Betriebssystemversion 16.1 für mobile Produkte von Apple oder die aktuelle Version von Google Home nach dem 15. Dezember 2022.
Die begrenzte Anzahl an Matter-fähigen Produkten schränkt den praktischen Nutzen noch ein. Bei einigen Geräten kann Matter aber per Softwareupdate nachgerüstet werden.

## Sicherheit
Matter gilt als relativ sicher und verwendet eine Public Key Infrastructure, bei der alle Geräte ein eindeutiges Zertifikat besitzen, das eine abhörsichere Verbindung garantiert. Dies erfordert bei der Einrichtung einen einmaligen passwortbasierten Sitzungsaufbau, bei dem eine elfstellige Zahl verwendet wird. Erst danach kann ein Gerät dem WLAN oder Thread-Netzwerk beitreten. Relevante (Geräte-)Informationen werden mittels Distributed Ledger Technologie dezentral in einer Blockchain gespeichert und nach erfolgreicher Zertifizierung miteinander verknüpft. Dadurch wird die Sicherheit der Geräte unabhängiger vom Produkthersteller.

## Unterstützte Produktgruppen
- Licht (Lampen, Schalter)
- Strom (Steckdosen, Schalter)
- Heizung/Klima (Thermostate, Regler)
- Beschattung (Jalousien, Rollläden)
- Sensoren (Bewegung, Öffnung, Luftqualität, Rauch)
- Türschlösser (Smart Locks)
- Media-Player (für Streaming, nicht Fernsehgeräte)
- Bridges (für Zigbee, Z-Wave etc.)

- Kühlschränke, Geschirrspüler, Waschmaschinen, Luftreiniger, Raumklimageräte, Saugroboter, Ventilatoren[11]

## Partnerunternehmen
- Amazon
- Apple
- ASSA Abloy
- AVM
- Bosch[21]
- Casambi
- COMCAST
- Google
- Huawei
- IKEA
- Infineon
- Innovation Matters
- Kroger
- LEEDARSON
- Legrand
- Lutron
- NXP
- Oppo
- Resideo
- Samsung SmartThings
- Schneider Electric
- Signify
- Silicon Labs
- Somfy
- STMicroelectronics
- Texas Instruments
- Tridonic
- Tuya
- ubisys
- Wulian
- sowie weitere 210 teilnehmende Firmen[22]

## Veröffentlichungen
- D. Belli, P. Barsocchi, F. Palumbo: Connectivity Standards Alliance Matter: State of the Art and Opportunities. In: Elsevier Internet of Things. Elsevier Internet of Things, 2024, doi:10.1016/j.iot.2023.101005 (sciencedirect.com).